# Джаиш уль-Адль
Джейш уль-Адл, или Джейш аль-Адл (араб. جيش‌ العدل‎, дословно — «Армия справедливости»; белуджи: جئیش الئدل), — представляет собой суннитскую военизированную сепаратистскую группировку белуджей, действующую в основном на юго-востоке Ирана, где проживает много суннитов-белуджей и проницаема граница с Пакистаном.

## История
Группа была основана в 2012 году членами «Джундаллы», суннитской боевой группировки, которая была ослаблена после захвата Ираном и казни её лидера Абдулмалика Риги в 2010 году. Первое крупное нападение произошло в октябре 2013 года. «Джаиш уль-Адль» признана террористической организацией Ираном, Японией, Новой Зеландией и США.
«Джейш аль-Адл» сотрудничал с курдскими сепаратистскими группировками в Иране, а также решительно осуждал вмешательство Ирана в сирийскую гражданскую войну. Государственные СМИ Ирана утверждают, что ключевыми сторонниками группировки являются Саудовская Аравия и США.